# Alberto Martín
Alberto Martín Magret (Barcellona, 20 agosto 1978) è un allenatore di tennis ed ex tennista spagnolo.
Martin divenne professionista nel 1995. Raggiunse la miglior posizione nella classifica ATP nel 2001, piazzandosi 34º. Durante la sua carriera ha vinto un totale di montepremi di 3.840.885 $. Ha vinto un totale di tre titoli nel singolare e uno nel doppio. È alto circa 1.74 m e gioca di destro.
Il miglior traguardo raggiunto in un torneo del Grande Slam è stato il quarto turno nel Roland Garros del 2006, torneo durante il quale, nel primo turno, sconfisse Andy Roddick.

## Vittorie in singolare
| N  | Data           | Torneo              | Superficie  | Avversario in finale        | Punteggio     |
| 1. | 28 marzo 1999  | Casablanca, Marocco | Terra rossa | Fernando Vicente (Spagna)   | 6-3, 6-4      |
| 2. | 3 ottobre 1999 | Bucarest, Romania   | Terra rossa | Karim Alami (Marocco)       | 6-2, 6-3      |
| 3. | 6 maggio 2001  | Maiorca, Spagna     | Terra rossa | Guillermo Coria (Argentina) | 6-3, 3-6, 6-2 |